# Ситенко, Алексей Григорьевич
Алексе́й Григо́рьевич Сите́нко (укр. Олексі́й Григо́рович Сите́нко; 12 февраля 1927, с. Новые Млины Черниговской области УССР — 11 февраля 2002, Киев) — советский и украинский учёный-физик. Доктор физико-математических наук (1959), профессор (1961). Академик АН УССР (1982). Автор ряда работ в области ядерной физики и физики плазмы.

## Биография
Выпускник физико-математического факультета Харьковского университета (1949, после окончания которого до 1961 года работал ассистентом, доцентом и профессором теоретической физики того же университета.
В 1961—1967 гг. — заведующий отделом Института физики АН УССР.
С 1963 года — одновременно профессор Киевского государственного университета имени Т. Г. Шевченко. С 1965 возглавлял кафедру теории ядра и элементарных частиц КГУ.
С 1968 года и до конца жизни А. Г. Ситенко работал в Институте теоретической физики имени Н. Н. Боголюбова НАН Украины сначала в 1968—2001 — заведующим отделом теории и ядерных реакций, а с 1988 года — директором этого института.
Жил в Киеве. Умер в 2002 году. Похоронен на Байковом кладбище.

## Научная деятельность
Проводил исследования в области ядерного взаимодействия и процессов в плазме. В 1955 году первые ввёл тензор диэлектрической проницаемости для плазмы в магнитном поле, учитывающий пространственную дисперсию. Развил теорию электромагнитных флуктуации в плазме, нелинейную теорию флуктуации и турбулентных процессов в ней, предсказал комбинационное рассеяние электромагнитных волн в плазме. Дифракционная теория ядерных процессов в мировой литературе получила название «метод Глаубера — Ситенко».
Работы А. Г. Ситенко посвящены ядерной физике и физике плазмы. В 1959 году стал автором теории дифракционных ядерных процессов при высоких энергиях с участием сложных ядерных частиц, совместно с А. И. Ахиезером в 1954 году предсказал дифракционное расщепление дейтрона. Развил теорию квазиупругого рассеяния высокоэнергетичных электронов на ядрах (1960).
Ученому принадлежит фундаментальный вклад в теорию взаимодействия высокоэнергетических частиц и ядерных систем с ядрами. Современные представления о ядерных процессах столкновений при высоких энергиях с участием сложных частиц основаны на построенной им общей теории многократного дифракционного рассеяния.

#### Книги
- Ситенко О. Г. Теорія розсіяння. — Киев: Либідь, 1993. — 332 с.
- Ситенко О. Г., Мальнєв В. М. Основи теорії плазми. — Киев: Наукова думка, 1994. — 366 с.
- Ахиезер А. И., Ситенко А. Г., Тартаковский В. К. Электродинамика ядер. — Киев: Наукова думка, 1989. — 432 с.
- Ситенко А. Г. Лекции по теории рассеяния. — Киев: Вища школа, 1971. — 260 с.
- Ситенко А. Г. Теория ядерных реакций. — М.: Энергоатомиздат, 1983. — 352 с.
- Ситенко А. Г., Тартаковский В. К. Лекции по теории ядра. — М.: Атомиздат, 1972. — 352 с.

#### Статьи
- Ахиезер А. И., Ситенко А. Г. О прохождении частицы через электронную плазму // ЖЭТФ. — 1952. — Т. 23, вып. 2. — С. 161—168.
- Ситенко А. Г. Об энергии, связанной с наличием упругого двойника в кристалле // Ученые записки Харьковского государственного университета. — 1952. — Т. 39, Труды Физ. отд-ния Физ.-матем. фак., т. 3. — С. 17—24.
- Ахиезер А., Ситенко А. К теории возбуждения эндовибратора движущейся заряженной частицей // ЖТФ. — 1953. — Т. 23, вып. 7. — С. 1217—1223.
- Ситенко А. Г. Излучение заряда, движущегося по оси канала в ферродиэлектрике // ЖТФ. — 1953. — Т. 23, вып. 12. — С. 2200—2204.
- Ситенко А. Г. О прохождении заряженной частицы через магнетик // ДАН СССР. — 1954. — Т. 98, № 3. — С. 377—380.
- Ситенко А. Г., Каганов М. И. О потерях энергии заряженной частицей, движущейся в анизотропной среде // ДАН СССР. — 1955. — Т. 100, № 4. — С. 681—683.
- Ахиезер А. И., Ситенко А. Г. О взаимодействии заряда с полем в эндовибраторе // Ученые записки Харьковского государственного университета. — 1955. — Т. 64, Труды Физ. отд-ния Физ.-матем. фак., т. 6. — С. 5—7.
- Ахиезер А. И., Ситенко А. Г. К теории реакции расщепления дейтрона // Ученые записки Харьковского государственного университета. — 1955. — Т. 64, Труды Физ. отд-ния Физ.-матем. фак., т. 6. — С. 9—12.
- Ситенко А. Г. О прохождении заряженной частицы через диэлектрик, обладающий потерями // Ученые записки Харьковского государственного университета. — 1955. — Т. 64, Труды Физ. отд-ния Физ.-матем. фак., т. 6. — С. 17—22.
- Ахиезер А. И., Ситенко А. Г. К теории ядерного фотоэффекта // Ученые записки Харьковского государственного университета. — 1955. — Т. 64, Труды Физ. отд-ния Физ.-матем. фак., т. 6. — С. 67—72.
- Ахиезер А. И., Ситенко А. Г. О колебаниях электронной плазмы во внешнем электрическом поле // ЖЭТФ. — 1956. — Т. 30, вып. 1. — С. 216—218.
- Ахиезер А. И., Ситенко А. Г. О диффракционном рассеянии быстрых дейтронов ядрами // ДАН СССР. — 1956. — Т. 107, № 3. — С. 385—388.
- Розенцвейг Л. Н., Ситенко А. Г. Расщепление релятивистского дейтона в электрическом поле ядра // ЖЭТФ. — 1956. — Т. 30, вып. 2. — С. 427—428.
- Ситенко А. Г., Коломенский А. А. О движении заряженной частицы в оптически активной анизотропной среде. I // ЖЭТФ. — 1956. — Т. 30, вып. 3. — С. 511—517.
- Ситенко А. Г. Излучение γ-квантов при столкновении быстрых заряженных π-мезонов с ядрами // ДАН СССР. — 1956. — Т. 109, № 6. — С. 1119—1122.
- Ситенко А. Г. К теории реакции срыва // ЖЭТФ. — 1956. — Т. 31, вып. 4. — С. 636—641.
- Ситенко А. Г., Степанов К. Н. О колебаниях электронной плазмы в магнитном поле // ЖЭТФ. — 1956. — Т. 31, вып. 4. — С. 642—651.
- Ситенко А. Г., Розенцвейг Л. Н. Диффракционное образование пар протон-антипротон фотонами больших энергий // ЖЭТФ. — 1957. — Т. 32, вып. 2. — С. 383.
- Ахиезер А. И., Ситенко А. Г. О диффракционном рассеянии быстрых дейтонов ядрами // ЖЭТФ. — 1957. — Т. 32, вып. 4. — С. 794—805.
- Ситенко А. Г. О тормозном излучении ультрарелятивистских частиц в центральном поле // ЖЭТФ. — 1957. — Т. 32, вып. 6. — С. 1505—1508.
- Ахиезер А. И., Прохода И. Г., Ситенко А. Г. О рассеянии электромагнитных волн в плазме // ЖЭТФ. — 1957. — Т. 33, вып. 3. — С. 750—757.
- Ситенко А. Г. О расщеплении дейтонов при рассеянии на ядрах // Атомная энергия. — 1957. — Т. 3, № 10. — С. 324—325.
- Ахиезер А. И., Ситенко А. Г. К теории реакции срыва при высоких энергиях // ЖЭТФ. — 1957. — Т. 33, вып. 4. — С. 1040—1042.
- Ситенко О. Г. До теорії реакцій (d, p) та (d, n) // УФЖ. — 1957. — Т. 2, № 1. — С. 3—13.
- Ахиезер А. И., Ситенко А. Г. К теории возбуждения гидромагнитных волн // ЖЭТФ. — 1958. — Т. 35, вып. 1. — С. 116—120.
- Ситенко А. Г., Бережной Ю. А. О дифракционном расщеплении легких ядер // ЖЭТФ. — 1958. — Т. 35, вып. 5. — С. 1289—1291.
- Ситенко А. Г., Степанов К. Н. О взаимодействии заряженной частицы с электронной плазмой // Ученые записки Харьковского государственного университета. — 1958. — Т. 98, Труды Физ. отд-ния Физ.-матем. фак., т. 7. — С. 17—24.
- Ахіезер О. І., Ситенко О. Г. Дифракційні ядерні процеси при високих енергіях (Огляд) // УФЖ. — 1958. — Т. 3, № 1. — С. 16—34.
- Ситенко А. Г. О делении несферических ядер // ЖЭТФ. — 1959. — Т. 36, вып. 3. — С. 793—797.
- Ситенко А. Г. Взаимодействие дейтонов с ядрами // УФН. — 1959. — Т. 67, вып. 3. — С. 377—444.
- Высоцкий Г. Л., Ситенко А. Г. К теории прямых ядерных реакций с участием поляризованных частиц // ЖЭТФ. — 1959. — Т. 36, вып. 4. — С. 1143—1153.
- Ситенко А. Г. О рассеянии быстрых π-мезонов на дейтронах // ЖЭТФ. — 1959. — Т. 36, вып. 5. — С. 1419—1422.
- Ситенко А. Г., Кирочкин Ю. А. О возбуждении волн в плазме // ЖТФ. — 1959. — Т. 29, вып. 7. — С. 801—807.
- Ситенко А. Г., Ткалич В. С. Об эффекте Черенкова при движении заряда над границей раздела двух сред // ЖТФ. — 1959. — Т. 29, вып. 9. — С. 1074—1085.
- Ситенко О. Г. До теорії ядерних реакцій за участю складних частинок // УФЖ. — 1959. — Т. 4, № 2. — С. 152—163.
- Ситенко О. Г., Харченко В. Ф. Про нееластичне розсіяння нейтронів та протонів на ядрах // УФЖ. — 1959. — Т. 4, № 5. — С. 569—576.
- Ситенко О. Г., Тартаковський В. К. Про дифракційне розщеплення дейтронів // УФЖ. — 1959. — Т. 4, № 6. — С. 708—723.

## Награды
- Заслуженный деятель науки и техники Украины (1996)
- лауреат Государственной премии Украины в области науки и техники (1992)
- лауреат премии им. Н. Н. Боголюбова (НАН Украины) (1994)
- лауреат премии АН УССР им. К. Д. Синельникова (1976) (1976)
- лауреат Международной премии им. Вальтера Тирринга (2000)
- Орден Трудового Красного Знамени (1977)
- Орден Дружбы народов (1987)

Был избран в иностранные члены Шведской королевской академии наук (1991), почётные члены Венгерской академии наук (1997), был членом Американского физического общества (1992), членом Нью-Йоркской академии наук (2000), Соросовским профессором (1994) и др.